# 格雷文马赫县
格雷文马赫县（德语：Kanton Grevenmacher；法语：canton de Grevenmacher；卢森堡语：Kanton Gréiwemaacher）是卢森堡东部的一个县，首府格雷文马赫。县的名称来自其主要城市。 
在2015年卢森堡废除区之前，格雷文马赫县曾属于格雷文馬赫區。 

## 行政区划
格雷文马赫县由以下八个市镇组成： 
- 贝茨多夫
- 比韦尔
- 弗拉克斯韦勒
- 格雷文马赫
- 永林斯特
- 曼特纳赫
- 梅尔泰特
- 沃梅尔当日

## 合并
- 1979年1月1日，旧市镇罗当堡（来自格雷文马赫县）并入市镇永林斯特。扩张永林斯特的法律于1978年12月23日获得通过。[1]